# 三尖弁
三尖弁（さんせんべん、英: tricuspid valve、羅: valva tricuspidalis）は、心臓の右心房と右心室の間にある弁。右房室弁ともいう。

## 機能
三尖弁は、右心房が収縮する（拡張期）と同時に開いて右心室へと血液を送り込み、また右心室が収縮する（収縮期）と同時に閉じて右心房へ血液が逆流しないように働いている。

## 構造
三尖弁は、前尖、中隔尖、後尖と呼ばれる三つの弁尖から成っている。弁の先端は右心室側にあり、先端からヒモ状の腱索が出て心室壁の乳頭筋と繋がっている。弁は右心室側に開くが、閉じる際には弁が右心房側に反転しないように乳頭筋が伸縮し、腱索の緊張を起こす。

## 三尖弁の疾患
- 三尖弁狭窄症(TS)
- 三尖弁閉鎖不全症(TR)